# ند گلس
ند گلس (انگلیسی: Ned Glass؛ ۱ آوریل ۱۹۰۶ – ۱۵ ژوئن ۱۹۸۴) یک هنرپیشه اهل ایالات متحده آمریکا بود. وی بین سال‌های ۱۹۳۱ تا ۱۹۸۲ میلادی فعالیت می‌کرد.
از فیلم‌ها یا برنامه‌های تلویزیونی که وی در آن نقش داشته است می‌توان به داستان وست ساید، معما، ببر را نجات دهید، بانو بلوز می‌خواند اشاره کرد.